# Shiritsu Ebisu Chūgaku
Shiritsu Ebisu Chūgaku (私立恵比寿中学, lit. "Escola média privada de Ebisu") é um grupo pop feminino japonês. O nome do grupo é oficialmente abreviado como Ebichu (エビ中), literalmente "Dentro de um camarão".
A banda foi criada em 2009 por 3B Junior, a terceira seção da agência de talentos Stardust Promotion. Shiritsu Chūgaku Ebisu é uma "irmã pequena" de outro grupo de garotas da mesma agência, Momoiro Clover Z. Shiritsu Ebisu Chūgaku atualmente é composto por 6 meninas.

## Integrantes
1. Rika Mayama (真山 りか), nascida em 16 de dezembro de 1996
2. Ayaka Yasumoto (安本 彩花), nascida em 27 de junho de 1998
3. Mirei Hoshina (星名 美怜), nascida em 2 de novembro de 1997
4. Hinata Kashiwagi (柏木 ひなた), nascida em 29 de março de 1999
5. Kaho Kobayashi (小林歌穂), nascida em 12 de junho de 2000
6. Riko Nakayama (中山莉子), nascida em 28 de outubro de 2000

### Ex-integrantes
1. Kanon (奏音), nascida em 7 de fevereiro de 1997
2. Narumi Uno (宇野 愛海), nascida em 19 de março de 1998
3. Hinaki Yano (矢野 妃菜喜), nascida em 5 de março de 1997
4. Rio Koike (小池 梨緒), nascida em 18 de janeiro de 1998
5. Reina Miyazaki (宮﨑 れいな), nascida em 24 de agosto de 1997
6. Mizuki (瑞季), nascida em 27 de fevereiro de 1997
7. Natsu Anno (杏野 なつ), nascida em 12 de julho de 1997
8. Hirono Suzuki (鈴木 裕乃), nascida em 24 de março de 1998
9. Rina Matsuno (松野 莉奈), nascida em 17 de julho de 1998, faleceu em 8 de fevereiro de 2017
10. Aika Hirota (廣田 あいか), nascida em 31 de janeiro de 1999

## Discografia

### Singles
| №                                 | Título | Data de lançamento                | Posição mais alta                 |
| №                                 | Título | Data de lançamento                | JP Oricon                         |
| Singles indies (Stardust Digital) | Singles indies (Stardust Digital)                                                                                     | Singles indies (Stardust Digital) | Singles indies (Stardust Digital) |
| --------------------------------- | --- | --------------------------------- | --------------------------------- |
| —                                 | "Asa no Chime ga Narimashita!" (朝のチャイムがなりました!) - single cover                                             | 14 de fevereiro de 2010           | —                                 |
| 1                                 | "Ebizori Diamond!!" (えびぞりダイアモンド!!, Ebizori Daiamondo!!)                                                     | 7 de agosto de 2010               | —                                 |
| 2                                 | "Chime!" (チャイム!, Chaimu!)                                                                                         | 10 de janeiro de 2011             | —                                 |
| 3                                 | "The Tissue ~Tomaranai Seishun~" (ザ・ティッシュ～とまらない青春～)                                                   | 27 de abril de 2011               | 73                                |
| 4                                 | "Oh My Ghost? ~Watashi ga Akuryō ni Natte mo~" (オーマイゴースト? ～わたしが悪霊になっても～)                         | 27 de julho de 2011               | 59                                |
| 5                                 | "Motto Hashire!!" (もっと走れっ!!)                                                                                    | 5 de outubro de 2011              | 46                                |
| Singles em uma etiqueta principal | |                                   |                                   |
| 1                                 | "Karikeiyaku no Cinderella" (仮契約のシンデレラ)                                                                      | 5 de maio de 2012                 | 7                                 |
| 2                                 | "Go! Go! Here We Go! Rock Lee / Otona wa Wakatte Kurenai" (Go! Go! Here We Go! ロック・リー / 大人はわかってくれない) | 29 de agosto de 2012              | 7                                 |
| 3                                 | "Ume" (梅, "Damasqueiro")                                                                                             | 16 de janeiro de 2013             | 3                                 |
| 4                                 | "Te o Tsunagō / Kindan no Karma" (手をつなごう / 禁断のカルマ)                                                        | 5 de junho de 2013                | 5                                 |
| 5                                 | "Mikakunin Chūgakusei X" (未確認中学生X)                                                                              | 20 de novembro de 2013            | 4                                 |
| 6                                 | "Butterfly Effect" (バタフライエフェクト)                                                                             | 4 de junho de 2014                | 3                                 |
| 7                                 | "Haitateki!" (ハイタテキ!)                                                                                            | 5 de novembro de 2014             | 3                                 |
| 8                                 | "Natsudaze Johnny" (夏だぜジョニー)                                                                                   | 17 de junho de 2015               | 2                                 |
| 9                                 | "Super Hero" (スーパーヒーロー)                                                                                       | 21 de outubro de 2015             | 3                                 |
| 10                                | "Massugu" (まっすぐ)                                                                                                  | 21 de setembro de 2016            | 7                                 |

### Álbuns
| №  | Título                                                                          | Data de lançamento     | Posição mais alta |
| №  | Título                                                                          | Data de lançamento     | JP Oricon         |
| -- | ------------------------------------------------------------------------------- | ---------------------- | ----------------- |
| —* | Ebichū no Zeppan Best ~Owaranai Seishun~ (エビ中の絶盤ベスト～おわらない青春～) | 21 de novembro de 2012 | 19                |
| 1  | Chūnin (中人)                                                                   | 24 de julho de 2013    | 7                 |
| 2  | Kinpachi (金八)                                                                 | 28 de janeiro de 2015  | 2                 |
| 3  | Anarchy (穴空, Anākī)                                                           | 20 de abril de 2016    | 2                 |
| —* | "Chūsotsu" ~Ebichū no Ike Ike Best~ (「中卒」〜エビ中のイケイケベスト〜)        | 16 de novembro de 2016 | 11                |
| —* | "Chūkara" ~Ebichū no Waku Waku Best~ (「中辛」〜エビ中のワクワクベスト〜)       | 16 de novembro de 2016 | 12                |

* Álbuns de grandes êxitos

## Videoclipes
| № do single                       | Título                                         |                |
| Singles indies                    | Singles indies                                 | Singles indies |
| --------------------------------- | ---------------------------------------------- | -------------- |
| 4                                 | "The Tissue ~Tomaranai Seishun~"               |                |
| 5                                 | "Oh My Ghost? ~Watashi ga Akuryō ni Natte mo~" |                |
| 6                                 | "Motto Hashire!!"                              |                |
| Singles em uma etiqueta principal |                                                |                |
| 1                                 | "Karikeiyaku no Cinderella"                    |                |
| 1                                 | "Hōkago Getabako Rock 'n' Roll MX"             |                |
| 2                                 | "Go! Go! Here We Go! Rock Lee"                 |                |
| 2                                 | "Otona wa Wakatte Kurenai"                     |                |